# Biblioteca Nacional de Colombia
La Biblioteca Nacional de Colombia(BNC) fue una de las primeras bibliotecas públicas fundadas en América, después de la biblioteca Palafoxiana. El edificio actual fue diseñado por el arquitecto Alberto Wills Ferro en 1933 y fue declarado Monumento Nacional de Colombia mediante el decreto 287 del 24 de febrero de 1975.
Se encuentra en el barrio Las Nieves de la localidad de Santa Fe en la ciudad de Bogotá.

## Fundación e historia

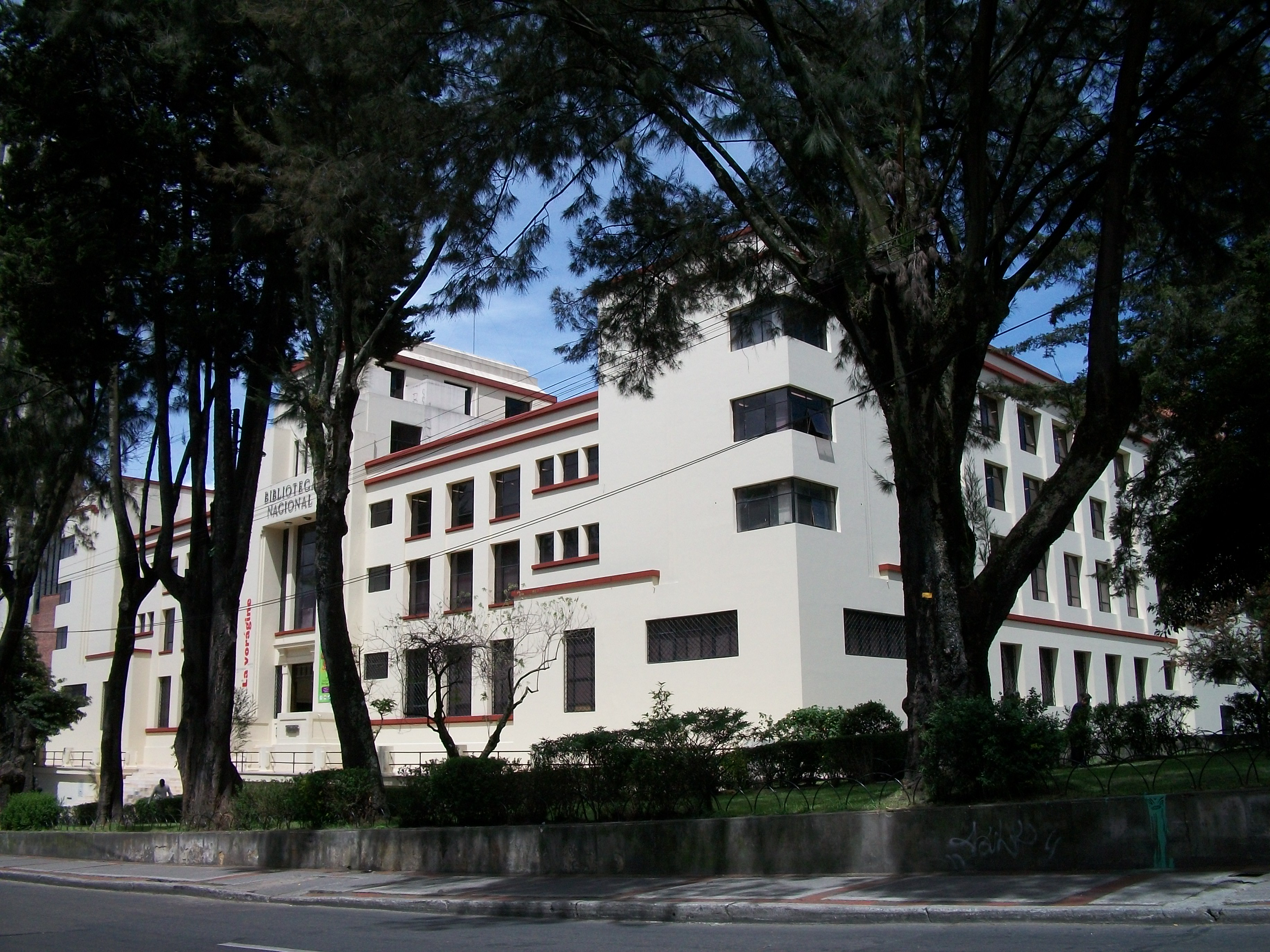
Costado suroriental de la Biblioteca Nacional de Colombia.

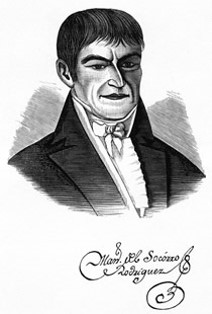
Manuel del Socorro Rodríguez.

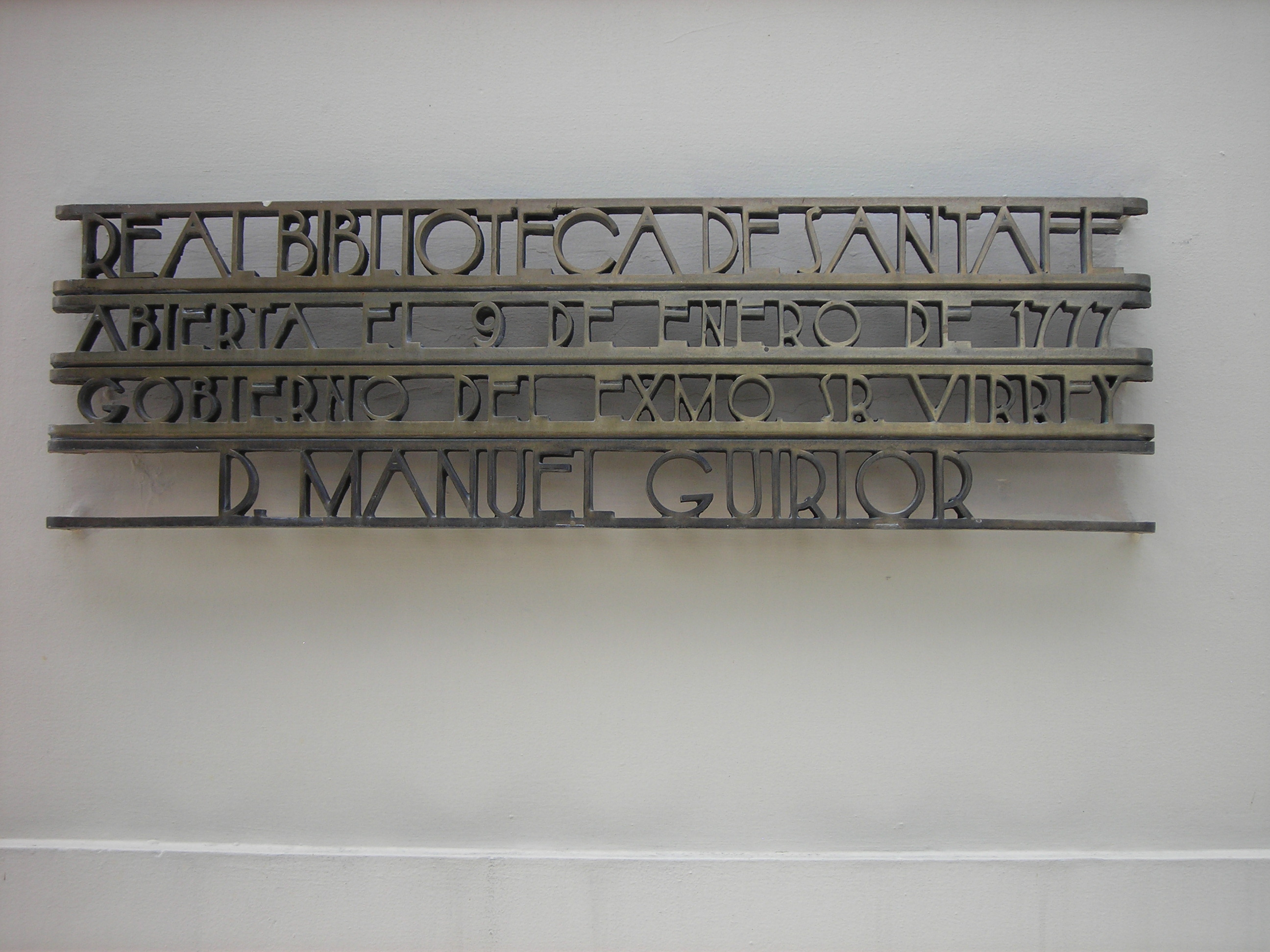
Placa a la entrada de la sede de la Biblioteca en Bogotá.

La Biblioteca Nacional de Colombia es considerada una de las bibliotecas más antiguas de América. 
Fue fundada como Real Biblioteca por el virrey Manuel Guirior en 1776, aunque fue al virrey Manuel Antonio Flórez Maldonado a quien le correspondió abrir al público la biblioteca, el 9 de enero de 1777.
La colección bibliográfica inicial de la institución fueron los 4 182 volúmenes, según inventario ordenado por el virrey Pedro Mesía de la Cerda, expropiados a la comunidad jesuita, expulsada en 1767 de todos los dominios del Imperio español como resultado de la orden dada por el rey Carlos III. 
La Real Biblioteca comenzó a funcionar en la casa del Seminario, hoy Palacio de San Carlos, actual sede de la cancillería, inmueble que había sido enajenado a los jesuitas en 1767. En 1789, trece años después de su fundación, fue organizada de una manera práctica, al estilo de las bibliotecas europeas por Manuel del Socorro Rodríguez quien fue nombrado bibliotecario por el virrey José de Ezpeleta y permaneció en el cargo hasta su muerte en 1819.
En 1823 y gracias a la gestión de Francisco de Paula Santander la biblioteca se estableció en las aulas del Colegio de San Bartolomé,recibió la biblioteca de José Celestino Mutis y cambió su nombre a Biblioteca Nacional de Colombia. 
El 25 de marzo de 1834 se decretó la primera ley de Depósito Legal. Esta impuso, como obligación, remitir a la biblioteca toda publicación impresa producida en el país. Esto determinó la misión de la biblioteca, a partir de este momento, como la de ser la entidad encargada de custodiar el patrimonio bibliográfico y documental de Colombia.
El 20 de julio de 1938, bajo la dirección de Daniel Samper Ortega, la biblioteca se trasladó a su sede actual diseñada por el arquitecto Alberto Wills Ferro.
En el año de 1954 en los sótanos de la biblioteca se dio inicio a la televisión nacional. La televisora nacional, y posteriormente Inravisión, funcionaron allí hasta 1993.

### Prensas de la Biblioteca Nacional
Desde 1941 y hasta 1952, la Biblioteca Nacional de Colombia sostuvo una pequeña editorial bajo el nombre Prensas de la Biblioteca Nacional. En 1947 la editorial de la Biblioteca pasó a manos de la Secretaría General del Ministerio y cambió su nombre a Prensas del Ministerio de Educación-Departamento de Extensión cultural y Bellas Artes. En el artículo 7 de dicho decreto se eliminó el nombre de la Biblioteca Nacional y se reemplazó por el del Ministerio de Educación.

### La Biblioteca Nacional como galería de arte
Desde la inauguración del edificio en 1938, la Biblioteca Nacional albergó varias exposiciones de arte. El 20 de julio de 1938, junto a una exhibición de libros de diferentes países, sus corredores y salas exhibieron obras de arte de diversas épocas y corrientes. Desde objetos religiosos coloniales hasta escultura, la inauguración contó con una importante selección de obras de arte. En agosto de 1939 se inauguró una exhibición de la obra escultórica del artista español Victorio Macho. A la inauguración asistieron el presidente Eduardo Santos y el botánico y sacerdote Enrique Pérez Arbeláez.

## Ley de Depósito Legal
La Ley de Depósito Legal está regulada por la Ley 44 de 1993, la cual consiste en que cada uno de los editores de obras impresas, productores audiovisuales, productores fonográficos, y de videogramas debe entregar cierto número de ejemplares de sus obras impresas, audiovisuales o fonográficas, ya sean producidas dentro del territorio colombiano o importadas.
- Para obras impresas, se deben entregar, dos ejemplares de cada una de las obras producidas dentro del territorio nacional a la Biblioteca Nacional de Colombia, un ejemplar a la Biblioteca del Congreso de Colombia y otro a la Biblioteca Central de la Universidad Nacional de Colombia, salvo algunas excepciones en que el elevado costo de la edición o el corto tiraje de la publicación posibilitan entregar menos cantidad de copias.
- Para audiovisuales y fonogramas, así como para obras editoriales que hayan sido importadas, tan solo se debe entregar un ejemplar a la Biblioteca Nacional.

La Biblioteca Nacional puede rechazar los ejemplares entregados en calidad de depósito legal si no están en buenas condiciones para su conservación y preservación; igualmente no se recibirá un solo ejemplar cuando la ley disponga que el depósito legal es de dos ejemplares, excepto cuando llegue por correo,  en cuyo caso se hará la solicitud del ejemplar faltante y si pasados tres meses no se ha recibido, este título será ingresado por Donación, entendiéndose que no ha cumplido con el Depósito Legal.

## Colección bibliográfica
Gracias a la Ley de Depósito Legal, a las compras y a las donaciones, la Biblioteca Nacional cuenta con más de tres millones de impresos, dentro de los cuales se pueden encontrar verdaderas joyas editoriales de la historia colombiana y universal. 

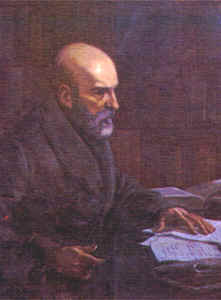
Retrato de Rufino José Cuervo perteneciente a la Biblioteca Nacional.

Su colección incluye: 51 libros incunables universales, 610 volúmenes de manuscritos, numerosas ediciones elzevirianas, y cerca de 30 mil libros publicados antes de 1800. Las primeras publicaciones colombianas, que datan de 1738, son unas pequeñas novenas religiosas, impresas en Santafé, en la imprenta de la Compañía de Jesús. La Hemeroteca Manuel del Socorro Rodríguez cuenta con una completa colección de prensa colombiana que incluye el Aviso del terremoto, la primera publicación de noticias conocida en la historia de Colombia y que data de 1785. Más de 3500 títulos del siglo XIX, y publicaciones de las principales ciudades del siglo XX y XXI. 

### Fondos especiales
Los más de 25 fondos particulares proceden de compras y donaciones de personalidades de la vida política y social colombiana:
- Joaquín Acosta
- Manuel Ancízar
- Germán Arciniegas
- Aurelio Arturo
- Miguel Antonio Caro
- Álvaro Castillo Granada
- Danilo Cruz Vélez
- Rufino José Cuervo
- Apolinar Díaz Callejas
- Jorge Isaacs
- Luis Jaramillo Montoya
- Guillermo E. Martín
- Jacques Mosseri Hane
- José Celestino Mutis
- José Antonio Osorio Lizarazo
- Anselmo Pineda
- José María Quijano Wallis
- Manuel del Socorro Rodríguez
- Horacio Rodríguez Plata
- Nicolás Sáenz
- Eduardo Santos
- Marco Fidel Suárez
- José Jerónimo Triana
- Juan Uribe Cualla
- Ezequiel Uricoechea
- José María Vergara y Vergara

También posee obras pictóricas de valor histórico como las acuarelas de la Comisión Corográfica de mediados del siglo XIX, las ilustraciones de Alberto Urdaneta, José María Espinosa y Bernardo Rey. 
Igualmente, cuenta con una amplia cantidad de fonogramas procedentes de la ley de depósito legal. En el año 2014 un inventario realizado reveló, entre otros tesoros, la existencia de aproximadamente 2000 libros escritos en idioma alemán y letra gótica donados por la Alemania nazi, a través de Wilhelm Faupel, para el 400 aniversario de la fundación de Bogotá.
Dentro de sus ejemplares más valiosos se encuentran la edición de 1539 de Los Cuatro Libros del Amadís de Gaula, de la cual no se conocen otros ejemplares; la primera edición de 1613 de las Novelas Ejemplares de Miguel de Cervantes, de la cual sólo se conocen cinco copias en todo el mundo; la primera edición de La hermosura de Angélica de 1602 y de Jerusalén conquistada de 1609, ambas de Lope de Vega; la primera traducción de Petrarca al español, y Los triunfos, de 1512.

## Dirección de la Biblioteca Nacional
Quienes han dirigido la Biblioteca Nacional de Colombia son:
- Anselmo Álvarez 1777-1789
- Joaquin Esguerra Calvo de la Riva 1789
- Estanislao de Andino 1789
- José Antonio Ricaurte 1789-1790
- Manuel del Socorro Rodríguez 1790-1819
- Manuel de Santacruz 1819
- Vicente Nariño Ortega 1819-1854
- Leopoldo Arias Vargas 1856-1866
- Francisco Villalba 1866-1867
- José María Quijano Otero 1867-1873
- José Segundo Peña 1873
- Nepomuceno J. Navarro 1873
- Juan de Dios Riomalo 1874
- Gonzalo A. Tavera 1876-1880
- Miguel Antonio Caro 1880-1885
- Marco Fidel Suárez 1884
- Oscar Rubio 1886
- Ricardo Carrasquilla 1886
- Saturnino Vergara Moure 1887
- Diego Rafael de Guzmán 1887-1888
- José María Rivas Groot 1888
- Enrique Álvarez Bonilla 1888-1901
- Andrés Montoya 1901
- Wenceslao Ibáñez Nariño 1901
- Julián Morales Quintero 1902
- Rafael Castro Vargas 1902
- Francisco Javier Vergara y Velasco 1903-1905
- Enrique Álvarez Bonilla 1905-1910
- Gerardo Arrubla 1910-1917
- Graciliano Acevedo 1917-1920
- Carlos Alberto Martínez 1920-1922
- Rudesindo López y Lleras 1922-1926
- José Miguel Rosales 1926-1929
- Francisco M. Rengifo 1929-1930
- Luis Augusto Cuervo 1931
- Daniel Samper Ortega 1931-1938
- Tomás Rueda Vargas 1938-1941
- Enrique Uribe White 1941-1948
- Eduardo Carranza 1948-1951
- Gustavo Otero Muñoz 1951-1953
- María Isabel de la Vega 1953
- Guillermo Hernández de Alba 1953-1954
- Daniel Valois Arce 1954
- Julián Motta Salas 1955
- Fernando Rivas Sacconi 1956-1957
- Gabriel Carreño Mallarino 1958
- Carlos Mejía Angél 1959
- Alberto Miramón 1960-1971
- Eduardo Santa 1972-1974
- Pilar Moreno de Angel 1975-1979
- Jorge Eliécer Ruíz 1979-1982
- Eddy Torres 1982-1983
- Juan Luis Mejía 1983
- Carlos Enrique Ruíz 1984
- Conrado Zuluaga Osorio 1985-1988
- Jairo Aníbal Niño 1988
- Rubén Sierra Mejía 1988-1991
- Myriam Mejía 1991-1992
- Carlos José Reyes Posada 1992-2002
- Lina Espitaleta 2002-2003
- Mary Giraldo 2003-2006
- Margarita Valencia 2006-2007
- Catalina Ramírez 2007
- Ana Roda Fornaguera 2008-2013
- Consuelo Gaitán 2013-2019
- Diana Patricia Restrepo 2019-2022
- Adriana Martinez-Villalba 2022

## Bibliotecas Rurales Itinerantes
A partir del 2019 la Biblioteca Nacional de Colombia desarrolla la estrategia Bibliotecas Rurales Itinerantes (BRI), orientada a la creación de procesos comunitarios y de voluntariado asociados a las bibliotecas públicas, en veredas y corregimientos del país. Según los documentos de la Biblioteca Nacional de Colombia, las BRI constituyen una estrategia de extensión bibliotecaria.
En Colombia hay 600 bibliotecas rurales itinerantes que logran unir a campesinos, indígenas, afrodescendientes de regiones aisladas desde un proceso colectivo, colaborativo y en movimiento